# Sportverein Stuttgarter Kickers 2002-2003
Questa voce raccoglie le informazioni riguardanti lo Sportverein Stuttgarter Kickers nelle competizioni ufficiali della stagione 2002-2003.

## Stagione
Nella stagione 2002-2003 il Stuttgarter Kickers, allenato da Marcus Sorg e Rainer Adrion, concluse il campionato di Regionalliga sud al 15º posto.

## Rosa
| N. |                      | Ruolo | Calciatore        |
| -- | -------------------- | ----- | ----------------- |
| 1  | Germania (bandiera)  | P     | Tino Köstel       |
| 2  | Germania (bandiera)  | D     | Oliver Barth      |
| 3  | Germania (bandiera)  | C     | Stefan Minkwitz   |
| 4  | Germania (bandiera)  | D     | Joachim Cast      |
| 5  | Germania (bandiera)  | D     | Patrick Milchraum |
| 6  | Germania (bandiera)  | D     | Sven Kresin       |
| 7  | Germania (bandiera)  | C     | Marvin Braun      |
| 8  | Italia (bandiera)    | C     | Giuseppe Catizone |
| 9  | Australia (bandiera) | A     | Joshua Kennedy    |
| 10 | Brasile (bandiera)   | A     | Ivan              |
| 11 | Giappone (bandiera)  | C     | Yu Shimamura      |
| 12 | Germania (bandiera)  | C     | Sascha Benda      |
| 13 | Germania (bandiera)  | D     | Oliver Stierle    |
| 14 | Nigeria (bandiera)   | A     | Eric Obinna       |

| N. |                     | Ruolo | Calciatore           |
| -- | ------------------- | ----- | -------------------- |
| 15 | Turchia (bandiera)  | A     | Erkan Savun          |
| 16 | Germania (bandiera) | C     | Peter Wagner         |
| 17 | Germania (bandiera) | C     | Erhan Polat          |
| 18 | Germania (bandiera) | C     | Werner Protzel       |
| 19 | Germania (bandiera) | D     | Michael Zimmermann   |
| 19 | Germania (bandiera) | C     | Ralf Zimmermann      |
| 20 | Italia (bandiera)   | A     | Giuseppe Greco       |
| 21 | Germania (bandiera) | D     | Michael Kuhn         |
| 22 | Germania (bandiera) | C     | Christoph Kunze      |
| 23 | Germania (bandiera) | D     | Alexander Malchow    |
| 24 | Germania (bandiera) | C     | Bernd Eckhardt       |
| 25 | Germania (bandiera) | A     | Gaetano Intemperante |
| 26 | Germania (bandiera) | P     | Kristian Nicht       |

## Organigramma societario
Area tecnica
- Allenatore: Rainer Adrion
- Allenatore in seconda: Robin Dutt
- Preparatore dei portieri:
- Preparatori atletici:
- Analisi video:

## Calciomercato

### Sessione estiva
| Acquisti | Acquisti          | Acquisti           | Acquisti |
| R.       | Nome              | da                 | Modalità |
| -------- | ----------------- | ------------------ | -------- |
| C        | Sascha Benda      | VfR Mannheim       |          |
| C        | Marvin Braun      | Stoccarda          |          |
| C        | Giuseppe Catizone | Saarbrücken        |          |
| A        | Joshua Kennedy    | Wolfsburg          |          |
| P        | Tino Köstel       | SV Bonlanden       |          |
| D        | Sven Kresin       | Schweinfurt 05     |          |
| P        | Kristian Nicht    | Carl Zeiss Jena II |          |
| A        | Eric Obinna       | Rouen              |          |
| A        | Erkan Savun       | Freiberg           |          |

| Cessioni | Cessioni           | Cessioni          | Cessioni |
| R.       | Nome               | a                 | Modalità |
| -------- | ------------------ | ----------------- | -------- |
| A        | Giuseppe Carnevale | Nöttingen         |          |
| C        | Timo Dörflinger    | Sandhausen        |          |
| P        | Ronny Kockel       | Hildesheim        |          |
| D        | Christian Kritzer  | Saarbrücken       |          |
| D        | Nicolas Leblanc    | Dieppe            |          |
| C        | Markus Lösch       | Eintracht Treviri |          |
| A        | Jérémie N'Jock     | UTA Arad          |          |
| A        | Jens Paeslack      | Sandhausen        |          |
| A        | Senol Yazici       | Freiberg          |          |

### Sessione invernale
| Acquisti | Acquisti          | Acquisti   | Acquisti |
| R.       | Nome              | da         | Modalità |
| -------- | ----------------- | ---------- | -------- |
| D        | Alexander Malchow | Reutlingen |          |

| Cessioni | Cessioni          | Cessioni     | Cessioni |
| R.       | Nome              | a            | Modalità |
| -------- | ----------------- | ------------ | -------- |
| D        | Necat Aygün       | Unterhaching |          |
| C        | Jago Marić        | Villingen    |          |
| C        | Markus Pleuler    | UTA Arad     |          |
| C        | Rainer Scharinger | Sandhausen   |          |

## Risultati

### Regionalliga

#### Girone di andata
| Arbitro: | Fandel |

|           |           |                                       |
| Polat 47’ | Marcatori | 15’ Vaccaro 57’ Zimmermann 87’ Copado |

| Arbitro: | Schalk |

|                         |           |  |
| Teinert 69’ Ollhoff 77’ | Marcatori |  |

| Stoccarda 3 agosto 2002, ore 14:30 CEST 3ª giornata | Kickers Stoccarda | 0 – 0 referto | Jahn Ratisbona | Waldau-Stadion (2 570 spett.)\| Arbitro: \| Raquet \| |
| Arbitro:                                            | Raquet            |               |                |                                                       |

| Arbitro: | Vogler |

|                   |           |           |
| Mifsud 75’ (rig.) | Marcatori | 17’ Barth |

| Arbitro: | Kempter |

|                                             |           |                        |
| Benda 33’ Stierle 62’ Kuhn 75’ Minkwitz 88’ | Marcatori | 66’, 68’ (rig.) Bugera |

| Taunusstein 17 agosto 2002, ore 14:30 CEST 6ª giornata | Wehen | 0 – 0 referto | Kickers Stoccarda | Am Halberg (600 spett.)\| Arbitro: \| Braun \| |
| Arbitro:                                               | Braun |               |                   |                                                |

| Arbitro: | Wack |

|                                     |           |           |
| Ivan 38’ (rig.) Benda 51’ Braun 67’ | Marcatori | 80’ Petry |

| Arbitro: | Fleischer |

|             |           |                    |
| Rogosic 83’ | Marcatori | 17’ Benda 21’ Ivan |

| Stoccarda 7 settembre 2002, ore 14:30 CEST 9ª giornata | Kickers Stoccarda | 0 – 0 referto | Borussia Neunkirchen | Waldau-Stadion (3 430 spett.)\| Arbitro: \| Hofmann \| |
| Arbitro:                                               | Hofmann           |               |                      |                                                        |

| Arbitro: | Wagner |

|                                     |           |                      |
| Hebestreit 6’ Fuchs 17’ Hartung 81’ | Marcatori | 45’ Braun 89’ Obinna |

| Arbitro: | Kristek |

|                     |           |             |
| Braun 22’ Benda 71’ | Marcatori | 76’ Popović |

| Arbitro: | Probst |

|               |           |           |
| Römer 6’, 56’ | Marcatori | 75’ Braun |

| Arbitro: | Brombacher |

|            |           |          |
| Obinna 40’ | Marcatori | 10’ Reeb |

| Arbitro: | Viktora |

|                                      |           |  |
| Oelkuch 28’ (rig.), 54’ Tarillon 90’ | Marcatori |  |

| Arbitro: | Bielmeier |

|            |           |  |
| Kennedy 6’ | Marcatori |  |

| Arbitro: | Sahler |

|          |           |           |
| Maier 6’ | Marcatori | 23’ Benda |

| Arbitro: | Maier |

|  |           |                                   |
|  | Marcatori | 26’ Ropic 76’ Sprung 87’ Speranza |

| Arbitro: | Welz |

|                              |           |                         |
| Lawson 31’ Wittek 62’ (rig.) | Marcatori | 72’ Milchraum 82’ Benda |

| 16 novembre 2002 19ª giornata |  | – turno di riposo |  |  |

#### Girone di ritorno
| Arbitro: | Wagner |

|                                    |           |           |
| Strehmel 44’ Vaccaro 55’ Leitl 72’ | Marcatori | 42’ Benda |

| Arbitro: | Sippel |

|          |           |           |
| Benda 1’ | Marcatori | 35’ Throm |

| Arbitro: | Schalk |

|           |           |                             |
| Hanke 37’ | Marcatori | 39’ Zimmermann 51’ Minkwitz |

| Arbitro: | Sippel |

|  |           |                                               |
|  | Marcatori | 36’ Ratinho 53’ Timm 54’ Boskovic 90’ Hristov |

| Arbitro: | Dingert |

|                                                    |           |  |
| Guerrero 34’, 45’ Misimović 60’ Barut 69’ Haas 75’ | Marcatori |  |

| Arbitro: | Stark |

|          |           |                |
| Cast 53’ | Marcatori | 48’ Bunzenthal |

| Offenbach am Main 21 marzo 2003, ore 19:30 CET 26ª giornata | Kickers Offenbach | 0 – 0 referto | Kickers Stoccarda | Stadion am Bieberer Berg (3 488 spett.)\| Arbitro: \| Albrecht \| |
| Arbitro:                                                    | Albrecht          |               |                   |                                                                   |

| Arbitro: | Merk |

|           |           |                                |
| Obinna 8’ | Marcatori | 52’ (aut.) Barth 57’ Hentschke |

| Arbitro: | Wack |

|  |           |               |
|  | Marcatori | 19’ Shimamura |

| Arbitro: | Raquet |

|                                   |           |                   |
| Obinna 14’, 90’ Eckhardt 63’, 73’ | Marcatori | 27’ Okic 90’ Bach |

| Arbitro: | Drees |

|             |           |  |
| Popović 66’ | Marcatori |  |

| Arbitro: | Viktora |

|             |           |                                  |
| Malchow 54’ | Marcatori | 20’ Rapp 88’ Konrad 90’ Unfricht |

| Arbitro: | Stark |

|                         |           |           |
| Manislavic 62’ Reeb 90’ | Marcatori | 61’ Polat |

| Arbitro: | Iaccarino |

|              |           |          |
| Eckhardt 70’ | Marcatori | 83’ Esch |

| Arbitro: | Weiner |

|           |           |           |
| Lukin 23’ | Marcatori | 32’ Benda |

| Arbitro: | Greipl |

|                       |           |           |
| Benda 52’ Malchow 82’ | Marcatori | 89’ Maier |

| Arbitro: | Greth |

|  |           |           |
|  | Marcatori | 76’ Braun |

| Arbitro: | Brych |

|            |           |  |
| Obinna 85’ | Marcatori |  |

| 8 giugno 2003 38ª giornata |  | – turno di riposo |  |  |

## Statistiche

### Statistiche di squadra
| Competizione     | Punti | In casa | In casa | In casa | In casa | In casa | In casa | In trasferta | In trasferta | In trasferta | In trasferta | In trasferta | In trasferta | Totale | Totale | Totale | Totale | Totale | Totale | DR  |
| Competizione     | Punti | G       | V       | N       | P       | Gf      | Gs      | G            | V            | N            | P            | Gf           | Gs           | G      | V      | N      | P      | Gf     | Gs     | DR  |
| ---------------- | ----- | ------- | ------- | ------- | ------- | ------- | ------- | ------------ | ------------ | ------------ | ------------ | ------------ | ------------ | ------ | ------ | ------ | ------ | ------ | ------ | --- |
| Regionalliga sud | 45    | 18      | 7       | 6       | 5       | 24      | 26      | 18           | 4            | 6            | 8            | 16           | 28           | 36     | 11     | 12     | 13     | 40     | 54     | -14 |
| Totale           | 45    | 18      | 7       | 6       | 5       | 24      | 26      | 18           | 4            | 6            | 8            | 16           | 28           | 36     | 11     | 12     | 13     | 40     | 54     | -14 |

### Andamento in campionato
| Giornata  | 1  | 2  | 3  | 4  | 5  | 6  | 7  | 8 | 9 | 10 | 11 | 12 | 13 | 14 | 15 | 16 | 17 | 18 | 19 | 20 | 21 | 22 | 23 | 24 | 25 | 26 | 27 | 28 | 29 | 30 | 31 | 32 | 33 | 34 | 35 | 36 | 37 | 38 |
| --------- | -- | -- | -- | -- | -- | -- | -- | - | - | -- | -- | -- | -- | -- | -- | -- | -- | -- | -- | -- | -- | -- | -- | -- | -- | -- | -- | -- | -- | -- | -- | -- | -- | -- | -- | -- | -- | -- |
| Luogo     | C  | T  | C  | T  | C  | T  | C  | T | C | T  | C  | T  | C  | T  | C  | T  | C  | T  |    | T  | C  | T  | C  | T  | C  | T  | C  | T  | C  | T  | C  | T  | C  | T  | C  | T  | C  |    |
| Risultato | P  | P  | N  | N  | V  | N  | V  | V | N | P  | V  | P  | N  | P  | V  | N  | P  | N  |    | P  | N  | V  | P  | P  | N  | N  | P  | V  | V  | P  | P  | P  | N  | N  | V  | V  | V  |    |
| Posizione | 14 | 19 | 16 | 18 | 14 | 12 | 10 | 7 | 6 | 7  | 5  | 7  | 8  | 11 | 8  | 9  | 12 | 13 | 13 | 14 | 16 | 11 | 14 | 15 | 15 | 15 | 16 | 13 | 13 | 14 | 15 | 16 | 17 | 17 | 16 | 14 | 13 | 15 |

Legenda:

Luogo: C = Casa; T = Trasferta. Risultato: V = Vittoria; N = Pareggio; P = Sconfitta.

### Statistiche dei giocatori
| O. Barth        | 24 | 1  | 5 | 1 |
| S. Benda        | 36 | 10 | 3 | 0 |
| M. Braun        | 28 | 5  | 8 | 3 |
| J. Cast         | 31 | 1  | 3 | 1 |
| G. Catizone     | 6  | 0  | 0 | 0 |
| B. Eckhardt     | 11 | 3  | 0 | 0 |
| G. Greco        | 10 | 0  | 0 | 0 |
| G. Intemperante | 2  | 0  | 0 | 0 |
| I. Ivan         | 26 | 2  | 9 | 2 |
| J. Kennedy      | 23 | 1  | 0 | 0 |
| S. Kresin       | 33 | 0  | 6 | 1 |
| M. Kuhn         | 23 | 1  | 2 | 0 |
| C. Kunze        | 6  | 0  | 0 | 0 |
| T. Köstel       | 6  | 0  | 1 | 0 |
| A. Malchow      | 15 | 2  | 7 | 0 |
| P. Milchraum    | 12 | 1  | 0 | 0 |
| S. Minkwitz     | 34 | 2  | 7 | 0 |
| K. Nicht        | 30 | 0  | 0 | 0 |
| E. Obinna       | 26 | 6  | 4 | 0 |
| E. Polat        | 25 | 2  | 3 | 3 |
| W. Protzel      | 5  | 0  | 0 | 0 |
| E. Savun        | 5  | 0  | 0 | 0 |
| R. Scharinger   | 3  | 0  | 0 | 0 |
| Y. Shimamura    | 19 | 1  | 2 | 0 |
| O. Stierle      | 22 | 1  | 0 | 0 |
| P. Wagner       | 1  | 0  | 0 | 0 |
| M. Zimmermann   | 5  | 0  | 0 | 0 |
| R. Zimmermann   | 27 | 1  | 5 | 1 |